# Hyptiotes nonggang
Espèce
Hyptiotes nonggang est une espèce d'araignées aranéomorphes de la famille des Uloboridae.

## Distribution
Cette espèce est endémique du Guangxi en Chine,. Elle se rencontre dans le xian de Longzhou.

## Description
Le mâle holotype mesure 2,83 mm et la femelle paratype 3,25 mm.

## Systématique et taxinomie
Cette espèce a été décrite par Huang, Yin, Cai et Xu en 2023.

## Étymologie
Son nom d'espèce lui a été donné en référence au lieu de sa découverte, la réserve naturelle nationale de Longgang.

## Publication originale
- Huang, Yin, Cai & Xu, 2023 : « Two species of hackled-orb web spider genus Hyptiotes (Araneae, Uloboridae) from Guangxi, China. » Zootaxa, no 5311(1), p. 65-84.